# Tötung von Oscar Grant durch Polizisten
Die Tötung von Oscar Grant durch Polizisten ereignete sich in den Vereinigten Staaten im Jahr 2009. Die fahrlässige Tötung erfolgte durch einen Schuss in den Rücken von Oscar Grant III. (* 27. Februar 1986; † 1. Januar 2009) in Oakland, Kalifornien vom BART-Polizisten Johannes Mehserle in den frühen Morgenstunden des 1. Januar 2009. Ein anschließender Strafprozess endete mit der Verurteilung des Polizisten wegen fahrlässiger Tötung.

## Ablauf der Erschießung
Oscar Grant starb in der Neujahrsnacht 2008/2009.
Aufgrund einer Prügelei in einem überfüllten Bahnwagen der Bay Area Rapid Transit (BART) hatten BART-Polizisten Oscar Grant und einige weitere Passagiere an der BART-Station Fruitvale gefasst. Der 1982 in Deutschland geborene Polizist Johannes Sebastian Mehserle und ein weiterer Polizist hielten Grant, der auf dem Boden lag, mit Gewalt fest. Daraufhin zog Mehserle seine Pistole und schoss Grant in den Rücken. Gemäß Mehserles Anwalt war es nicht seine Absicht, Grant zu erschießen, sondern ihm mit seinem Taser einen Elektroschock zu versetzen, nachdem Grant an seinen Hosenbund griff. Es stellte sich im Nachhinein heraus, dass Oscar Grant unbewaffnet war. Der Vorfall ereignete sich in den Gebäuden der BART-Station Fruitvale in Oakland und wurde von zahlreichen Zeugen mit Mobiltelefon-Kameras festgehalten. Dieses Bildmaterial, welches das Erschießen von Oscar Grant festhält, wurde anschließend im Internet von Millionen von Menschen angeschaut. In den folgenden Tagen fanden Proteste und Märsche gegen die Erschießung und die Justizbehörden statt.

## Strafverfahren
Johannes Mehserle wurde wegen Mordes angeklagt, der Strafprozess fand aber nicht in der Bay Area, sondern in Los Angeles statt. Am Ende des Strafprozesses von der Jury lediglich wegen fahrlässiger Tötung für schuldig befunden. Er erhielt eine Haftstrafe über zwei Jahre und wurde nach elf Monaten auf Bewährung entlassen.
Im Jahr 2019 wurde ein interner Bericht bekannt, nach dem durch den BART-Polizisten Anthony Pirone wesentliche Vorgänge falsch dargestellt worden wären. So hatte laut den Videoaufnahmen keinesfalls Grant Pirone angegriffen, sondern Pirone die Situation eskaliert, indem er Grant als „Nigger“ bezeichnete und ihn körperlich angriff. 2020 gab die Distriktsstaatsanwältin des Alameda County bekannt, dass Strafermittlungen erneut aufgenommen würden. Ermittelt werde wegen vorsätzlicher Tötung gegen den Polizeibeamten Anthony Pirone, der Grant mit dem Knie niedergehalten hätte, wie bei der Tötung von George Floyd in Minneapolis. Geprüft werde auch eine mögliche Verjährung. Im Januar des Folgejahres gab die Staatsanwaltschaft bekannt, sie werde keine Anklage erheben. Pirones Verhalten sei verdammenswert und unprofessionell gewesen, aber der Vorsatz, Grant zu töten oder durch Mehserle töten zu lassen, könne nicht mit ausreichender Sicherheit bewiesen werden, so die Staatsanwältin. Der Attorney General Kaliforniens, Rob Bonta, gab dann im August 2021 bekannt, dass er seinerseits den Fall gegen Pirone prüfen werde.

## Folgen
Der Fall wurde seinerzeit mit dem Fall Rodney King verglichen, der 1992 die sogenannten Los Angeles Riots ausgelöst hatte. Die Auseinandersetzung, die zu Oscar Grants Tod geführt hatte, war von anderen Passagieren auf ihren Mobiltelefonen und mit Digitalkameras aufgenommen worden. Die Videos verbreiteten sich dann auf Soziale Medien, besonders auf Facebook. Es war der erste vergleichbare Fall, der im Internetzeitalter viral wurde. Diese Verbreitung im Internet war ein Vorläufer zur Tötung von George Floyd.

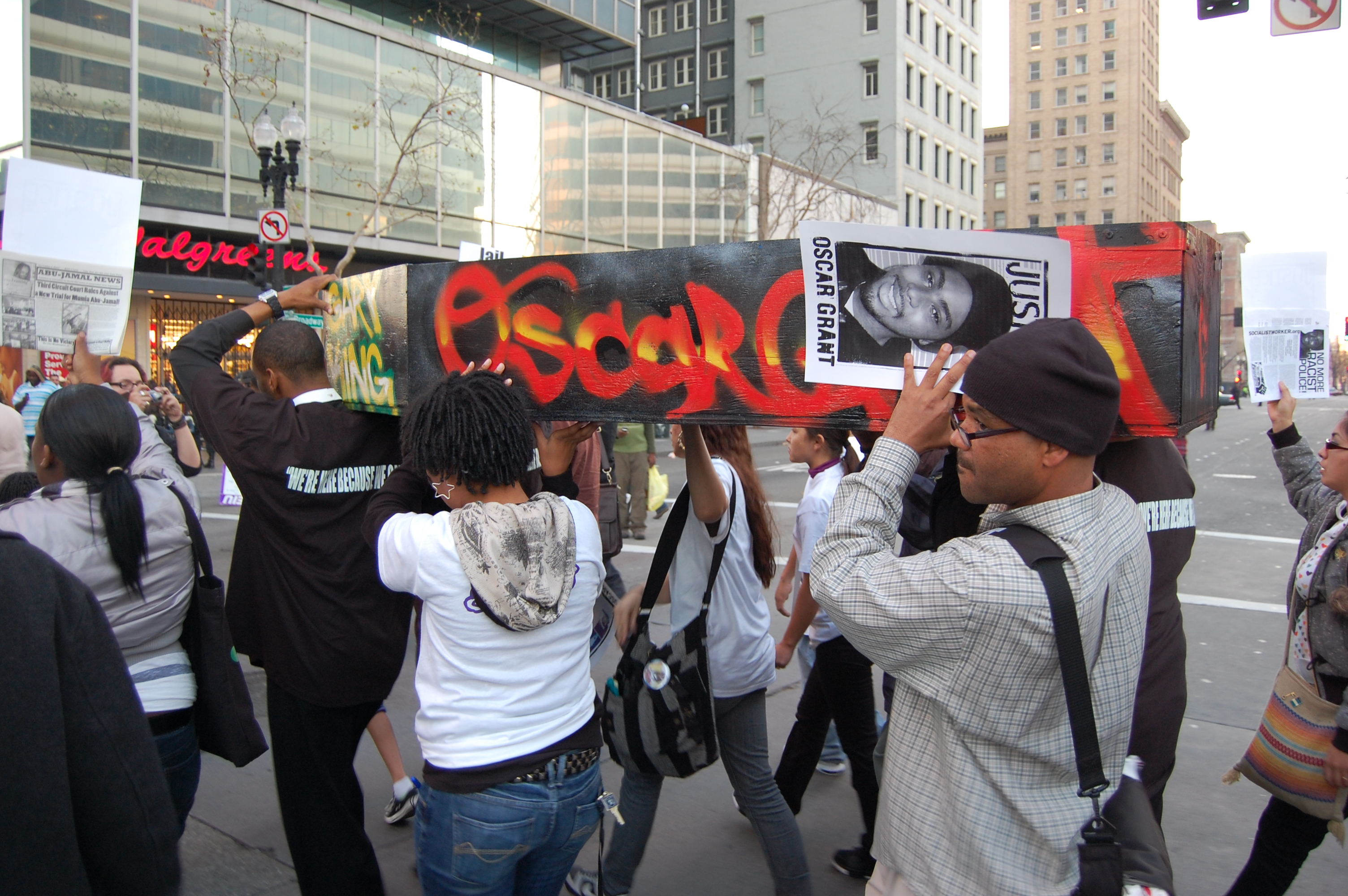
Demonstranten mit Sargnachbildung für Oscar Grant

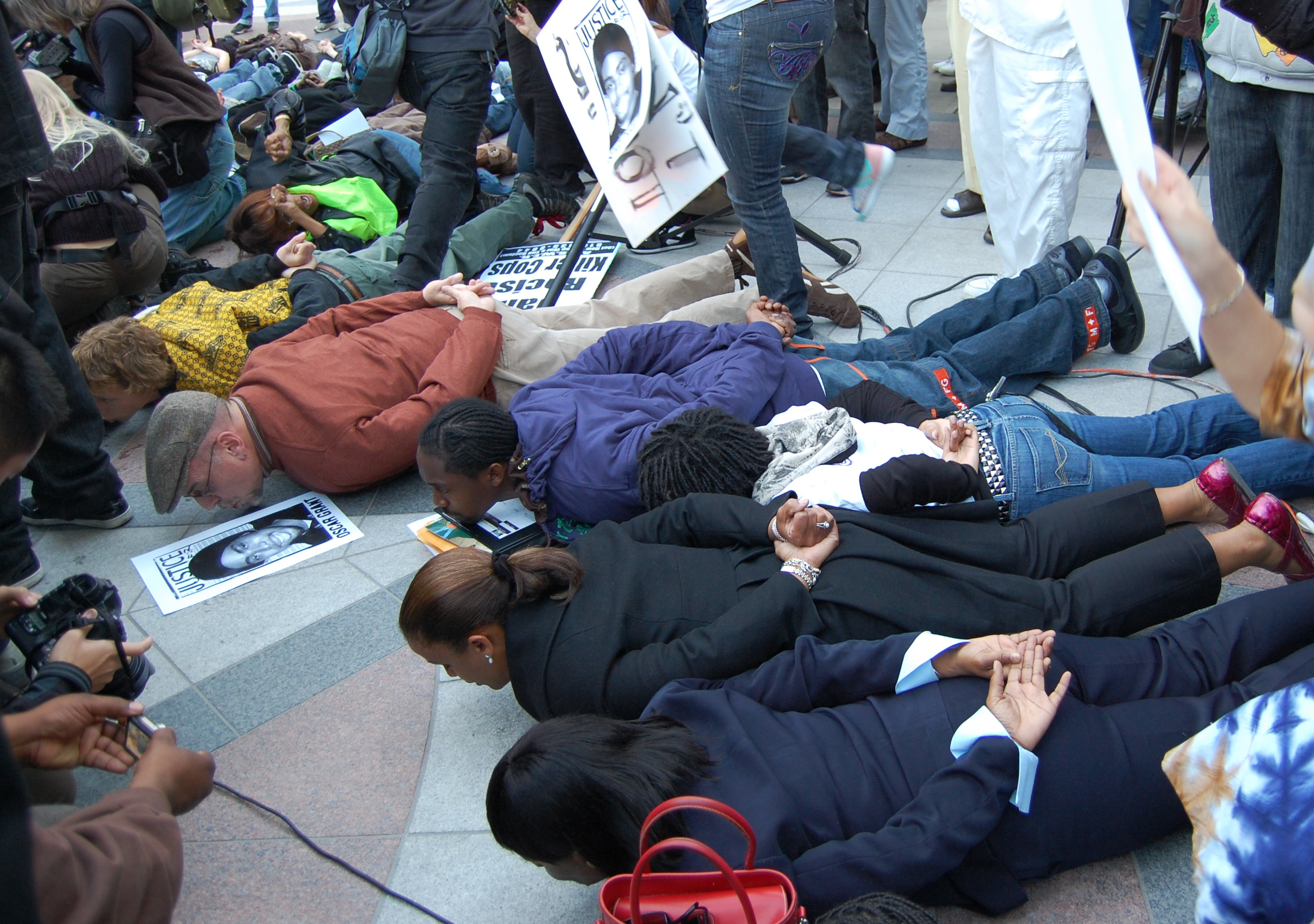
Demonstranten Bei einem Die in für Oscar Grant

Kurz nach Grants Tod kam es in Oakland zu Protesten und Unruhen. Die Polizei setzte Schlagstöcke und Tränengas ein, hundertzwanzig Demonstranten wurden verhaftet. Die Verurteilung Mehserles nur wegen Fahrlässigkeit löste entgegen eines Aufrufs zur Ruhe von Gouverneur Schwarzenegger im Sommer 2010 erneut Demonstrationen und Unruhen in Oakland aus, bei denen etwa hundert Personen festgenommen wurden.

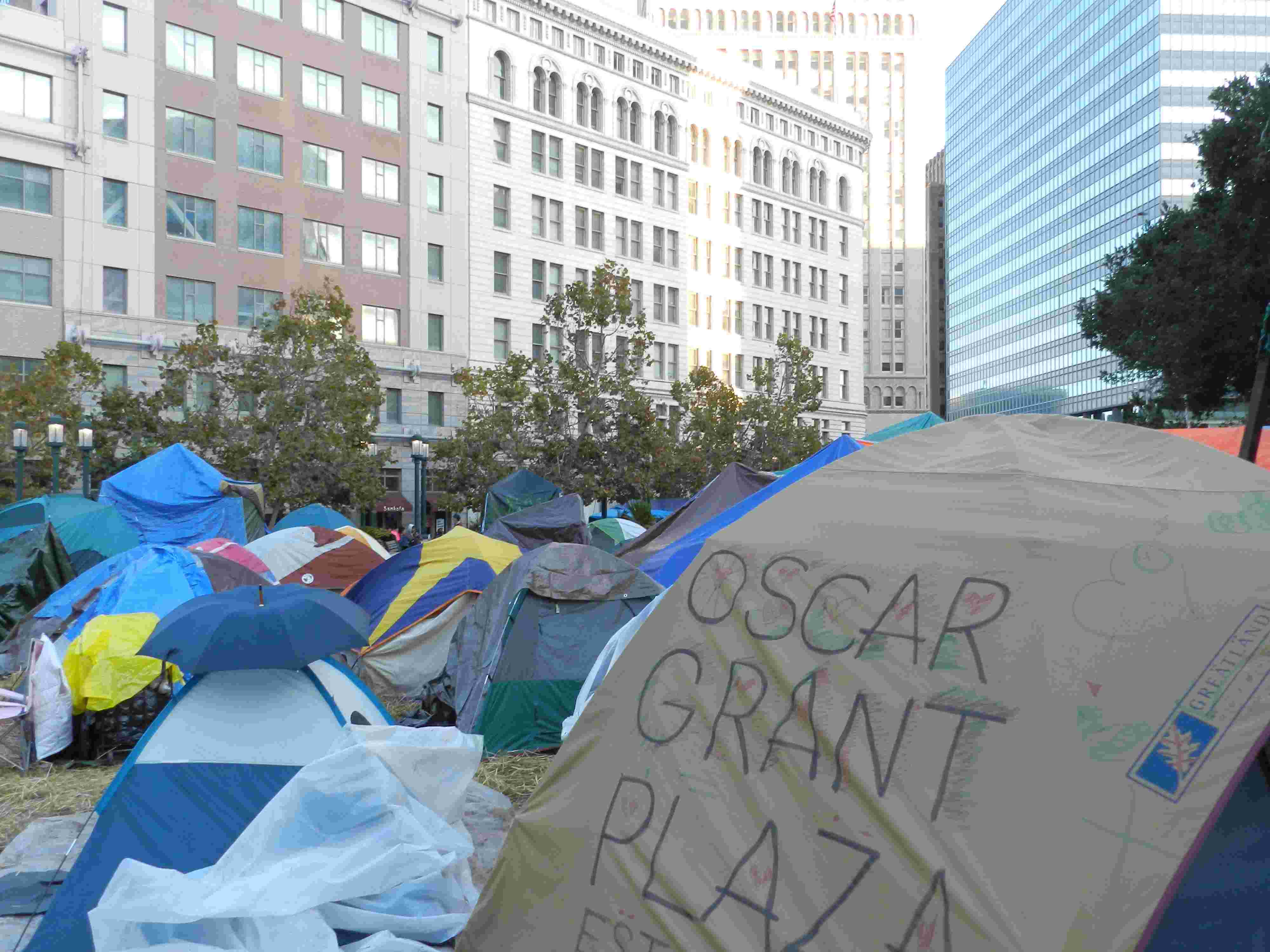
Zeltlager von Occupy Oakland im November 2011

Im Rahmen der Occupy-Bewegung benannte Occupy Oakland die Frank Ogawa Plaza, wo die Protestierenden 2011 hr Zeltlager aufgestellt hatten, inoffiziell in Oscar Grant Plaza um.
Seit 2019 erinnert ein Wandbild an der Fruitvale Station an Oscar Grant und seinen Tod 2009.
Die Stadt Oakland erklärte 2022 den 27. Februar, Grants Geburtstag, zum Oscar Grant Day als Gedenktag für ihn, das Verbrechen und für die Arbeit der von seiner Mutter gegründeten Oscar Grant Foundation.

## Entschädigung
Nach einer Schadenersatzklage von Grants Familie gegen BART einigte man sich mit Grants Mutter auf eine Entschädigungszahlung von 1,3 Millionen US-Dollar, während die Klage des Vaters und von Freunden Grants abgewiesen wurde.

## Verfilmung
Der 2013 erschienene Spielfilm Nächster Halt: Fruitvale Station (Originaltitel: Fruitvale Station) von Ryan Coogler basiert auf diesen Ereignissen. Für die Washington Post war dieser Film, der sich nur kleinere Freiheiten erlaube, nach der Tötung Trayvon Martins 2012 eine mahnende Erinnerung. Der Film wurde 2013 beim Sundance Film Festival mit dem Audience Award: U.S. Dramatic ausgezeichnet.